# 長岡秀星
長岡 秀星（ながおか しゅうせい、1936年11月26日 - 2015年6月23日）は、日本のイラストレーター・画家。宇宙やSFをイメージした作風で国際的に活躍し、レコードジャケットのアートワークを多数手掛けたことで知られる。本名は長岡 秀三（ながおか しゅうぞう）。日本出版美術家連盟物故会員。

## 経歴
1936年、長崎市に生まれる。1945年、長崎市山里国民学校在学中に長崎県壱岐郡郷ノ浦町へ転校。中学・高校と原爆投下前に疎開した壱岐島で暮らす。
1955年、壱岐高校3年生の時、小学館発行『中学生の友』の挿絵に送稿し採用される。武蔵野美術学校に入学するが、入学1ヶ月後に雑誌、出版物の仕事を始める。1958年、武蔵野美術学校を退学し、コマーシャルアーティストとして独立する。1963年に徳子夫人と結婚。1967年、大阪万博準備グループに参加する。 
1969年、妻の兄嫁の母から名をもらい長岡秀星をペンネームとする。
1970年、アメリカに移住、ハリウッドにアートスタジオ「デザイン・マル」を設立する。雑誌『ウエストマガジン』の表紙を担当した後、アルバムカバーや映画広告の仕事を手がける。カーペンターズなどのレコードジャケットも担当し、1976年『ローリングストーン』誌最優秀アルバムカバー賞を受賞する。1981年初頭に、画集『長岡秀星の世界　パート1』が出版、同年に新宿伊勢丹で「長岡秀星展」が開催された。また、株式会社ナムコからの依頼で『ボスコニアン』のポスター等も手がける。同年11月16日に、ドキュメンタリー番組『NHK特集 喜多郎&秀星 砂漠幻視行』が放映される。
1985年、画集『長岡秀星の世界　パート2』を出版。つくば科学博覧会の公式ポスターと政府出展館の展示物の制作を行う。故郷の長崎県関連の観光ポスターや壱岐焼酎「壱岐っ娘」（壱岐の蔵酒造）のラベルのイラストも手がけた。また、日本人初の「宇宙特派員計画」のための作品を制作し、1991年にTBSの宇宙特派員秋山豊寛がソビエト連邦の宇宙ステーションミールに作品を持参した。同年に銀座三越で「宇宙讃歌展」が開催。
2004年までアメリカを拠点に活動し、アメリカでの顧客として、ゼネラルモーターズ、フォード、クライスラー、フォルクスワーゲン、ロッキード、リーダーズダイジェスト、NASAなど、大手有名企業の名前が挙がる。
2015年6月23日午前1時59分、心筋梗塞のため神奈川県小田原市の病院で死去、78歳没。2020年と2021年に回顧展が開催された。

## 作品
リトグラフのタブローが主流だが、レコードジャケットのアートワークも多く手掛けている。
人物や物の描き方は、写実的である。多様で鮮やかな色彩は、リキテックスの透明性と筆による手書きの不透明性に、エアブラッシュの半透明の膜を重ねることで表現される。
宇宙をテーマとした神秘的な作品、サイエンス・フィクション（SF）を彷彿させる作品が多い。
1990年代頃から宇宙を題材としたSF絵物語『アナバシス』を手掛けており、晩年にはほぼ完成させていた。

## 主なレコードジャケット
- アース・ウィンド・アンド・ファイアー[10][11]
  - 1975年 - 『灼熱の狂宴』 - Gratitude
  - 1977年 - 『太陽神』 - All 'n All
  - 1978年 - 『ベスト・オブ・EW & F VOL.1』 - The Best of Earth, Wind & Fire, Vol. 1
  - 1979年 - 『黙示録』 - I Am
  - 1981年 - 『天空の女神』 - Raise!
  - 1983年 - 『創世記』 Powerlight
  - 1988年 - 『ベスト・オブ・EW & F VOL.2』 - The Best of Earth, Wind & Fire, Vol. 2
- ヴァン・ダイク・パークス
  - 1972年 - 『ディスカヴァー・アメリカ』 - Discover America
- エレクトリック・ライト・オーケストラ[11]
  - 1977年 - 『アウト・オブ・ザ・ブルー』 -  Out of the Blue
- カーペンターズ[11]
  - 1973年 - 『ナウ・アンド・ゼン』 - Now & Then
- 喜多郎
  - 1979年 - 『OASIS』 - Oasis
  - 1980年 - 『シルクロード・絲綢之路』 - Silk Road, Volume 1
  - 1981年 - 『敦煌』 - Tonko
  - 1981年 - 『氣』 - Ki
- ジェファーソン・スターシップ[11]
  - 1976年 - 『スピットファイア』 - Spitfire
- ジョルジオ・モロダー
  - 1979年 - 『E=MC²』 - E=MC²
- ディープ・パープル
  - 1978年 - 『パープル・ロール』When We Rock, We Rock, and When We Roll, We Roll
- ピュア・プレイリー・リーグ（英語版）
  - 1978年 - 『キャント・ホールド・バック』 - Can't Hold Back
- ミューニック・マシーン（ドイツ語版）
  - 1977年 - 『ミューニック・マシーン』 - Munich Machine
  - 1978年 - 『青い影』 - A Whiter Shade Of Pale

## 画集
- 『長岡秀星の世界』（日本放送出版協会、1981年1月） ISBN 978-4140090770
- 『宇宙劇場―ベスト・コレクション』（集英社文庫〈プレイボーイ写真文庫〉、1983年1月） ISBN 978-4086150064
- 『迷宮のアンドローラ』（集英社、1984年7月） ISBN 978-4087800722
- 『長岡秀星の世界 PART2』（日本放送出版協会、1985年3月） ISBN 978-4140091036
- 『にっぽんのえ　現代トップアーティスト自選集2』（小学館、1984年12月）。加山又造と合同図録

他に展覧会図録が多く発行

## その他
- ボスコニアン（1981年） - ナムコのテレビゲームのキービジュアルを担当。
- さよなら銀河鉄道999 アンドロメダ終着駅（1981年） - 劇場版アニメ映画のポスターを描く。「アニメージュ」1981年5月号（徳間書店）表紙にもなった。